# Kristin Rudrüd
Kristin Rudrüd (* 23. Mai 1955 in Fargo, North Dakota) ist eine US-amerikanische Theater- und Filmschauspielerin.

## Leben
Kristin Rudrüd wurde in den 1980er Jahren als Theaterschauspielerin tätig. Ihre größte Filmrolle war das Entführungsopfer „Jean Lundegaard“ in Fargo (1996). Es folgten noch kleinere Filmrollen. Nach der Geburt ihrer Kinder wurde sie als Kinder- und Jugendtheater-Regisseurin aktiv.

## Filmografie (Auswahl)
- 1996: Fargo
- 1998: Pleasantville – Zu schön, um wahr zu sein (Pleasantville)
- 1998: Detektiv auf Samtpfoten (Frog and Wombat)
- 1999: Gnadenlos schön (Drop Dead Gorgeous)
- 2001: Herman U.S.A.